# Тукай (Камско-Устьинский район)
 Тукай  — деревня в Камско-Устьинском районе Татарстана. Входит в состав Теньковского сельского поселения.

## География
Находится в западной части Татарстана на расстоянии приблизительно 29 км на северо-запад по прямой от районного центра поселка Камское Устье.

## История
Основана в 1920-х годах.

## Население
Постоянных жителей насчитывалось в 1926 году — 141, в 1938—214, в 1949—100, в 1958—188, в 1970—169, в 1979—117, в 1989 — 70. Постоянное население составляло 39 человек (татары 100 %) в 2002 году, 28 в 2010.